# Stephen Sullivan (giocatore di football americano)
Stephen Sullivan (Donaldsonville, 28 novembre 1996) è un giocatore di football americano statunitense che milita nel ruolo di tight end per i Carolina Panthers della National Football League (NFL).

## Carriera

### Seattle Seahawks
Sullivan al college giocò a football a LSU dal 2016 al 2019, vincendo il campionato NCAA nell'ultimo anno. Fu scelto nel corso del settimo giro (251º assoluto) del Draft NFL 2020 dai Seattle Seahawks per giocare come defensive end. Nella sua stagione da rookie disputò una sola partita, nella settimana 8 contro i San Francisco 49ers, mettendo a segno un tackle. Il suo contratto scadde il 18 gennaio 2021.

### Carolina Panthers
Il 3 febbraio 2021 Sullivan firmò con i Carolina Panthers.